# Juan José San Martín
 Juan José San Martín Penrose (Coihueco, Chile, 9 de octubre de 1839-Arica, 7 de junio de 1880), fue un militar chileno que comandó las fuerzas del Regimiento 4.º de Línea en la Toma del Morro de Arica, durante la Guerra del Pacífico, combate en el cual falleció.

## Biografía
Era descendiente de españoles, uno de cuyos antepasados fue Pablo San Martín, activo realista que defendió la Corona española durante el periodo denominado Guerra a Muerte. Nació en la hacienda de su padre, en la actual comuna de Coihueco, en 1839, durante su niñez fallece su madre y hasta los catorce años permaneció en el hogar junto a sus hermanos, en tareas agrícolas.
En octubre de 1854 inicia su carrera militar en el Batallón 4.º de Línea que, en esa época, tenía guarnición en la ciudad de Chillán y antes de un año alcanzó dos ascensos, el 12 de abril de 1855 ya era Cabo 1.º y el 6 de agosto de 1858 ya era subteniente.
Durante la época de la Ocupación de la Araucanía debió desempeñarse en las guarniciones de la Frontera, en la localidad de Mulchén, donde participaría en su fundación y en Santa Bárbara, donde sería ascendido a Capitán en 1867. Ese mismo año fallecería su padre y desde ese entonces dedicaría su vida totalmente al ejército. Para 1873, el batallón 4.º de Línea sería trasladado a Santiago.
Cuando estalló la Guerra del Pacífico, el 23 de marzo, participó en la Batalla de Calama junto a Eleuterio Ramírez, quien elevó su rango a Sargento mayor como reconocimiento a su valentía. Posteriormente participó en el Desembarco de Pisagua, formando parte de las fuerzas de la III División y más tarde en la Batalla de Tacna. El 10 de febrero de 1880, es ascendido a teniente coronel y en abril de ese mismo año, fue nombrado comandante del Regimiento 4.º de Línea.
En la tarde del 6 de junio de 1880, fue elegido junto a su Regimiento el 4.º de Línea para atacar en primera fila la fortaleza del Morro de Arica, lugar en que fallecería al día siguiente, en plena Batalla y Toma del Morro de Arica.

## Homenajes
En 2011 fue creado el Monumento a los Héroes del Morro de Arica, cual consiste en cuatro bustos entre los que se encuentra Juan José San Martin junto a Pedro Lagos, Ricardo Silva Arriagada y Luis Solo de Zaldívar.
En la capital de la región de Ñuble, el municipio bautizó a una de las plazas de Las Cuatro Avenidas con el nombre de Plaza Comandante San Martín, al igual que el Cuerpo de Bomberos de Chillán, llamó a su primera compañía de igual forma. El día 12 de agosto de 2014, el alcalde de Coihueco, Carlos Chandía, nombró a la Plaza de armas de Coihueco como "Plaza Juan José San Martin".